# 11. Sinfonie (Mozart)
Die Sinfonie D-Dur Köchelverzeichnis KV 84 wurde möglicherweise von Wolfgang Amadeus Mozart im Jahr 1770 während seiner ersten Italienreise komponiert. Nach der Alten Mozart-Ausgabe trägt die Sinfonie die Nummer 11.

## Allgemeines

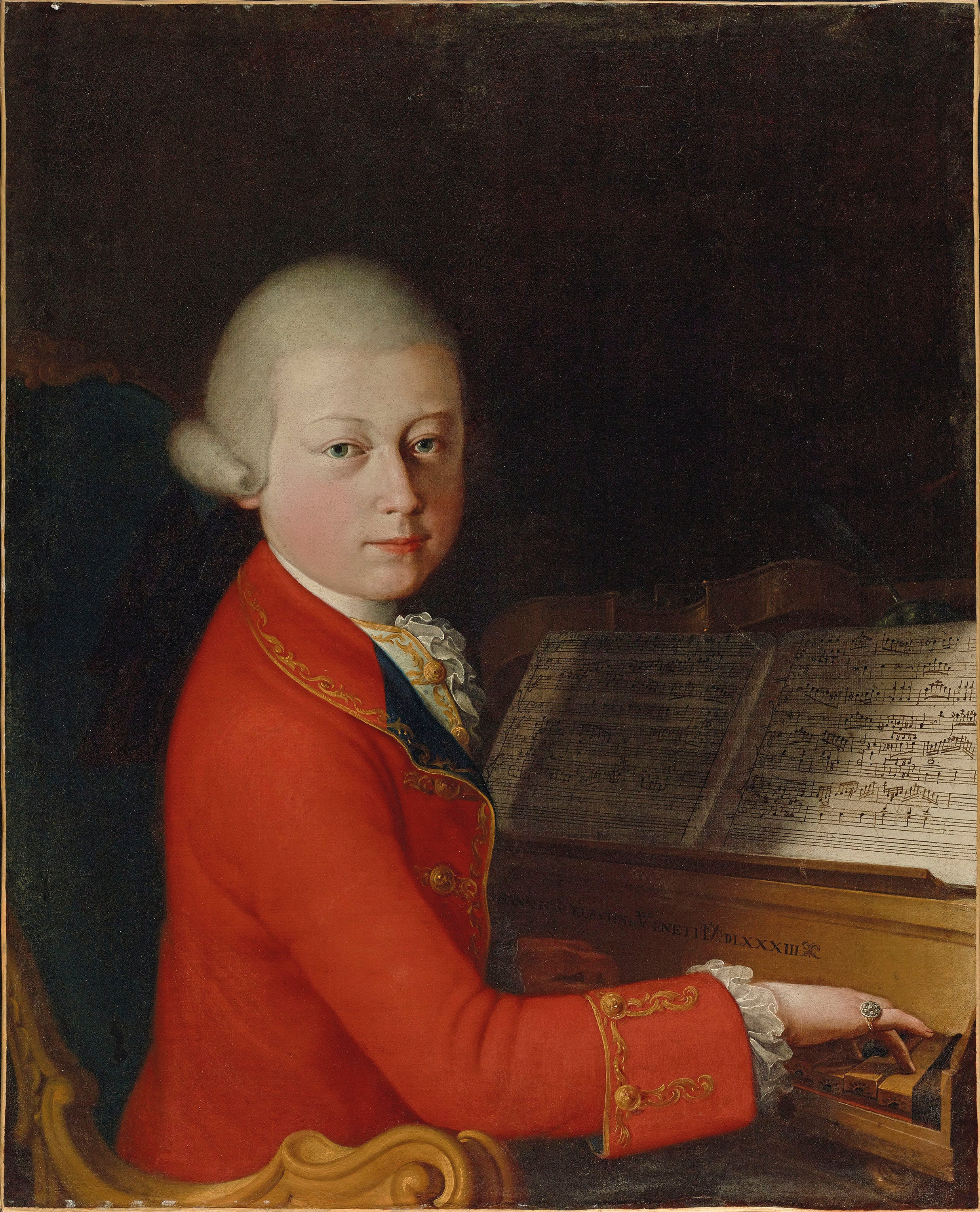
Mozart im Jahr 1770

Am 4. August 1770 schrieb Mozart seiner Schwester aus Italien: „Unterdessen habe ich schon 4 itallienische Sinfonien componirt (…).“ Möglicherweise handelt es sich dabei um die vier D-Dur Sinfonien Köchelverzeichnis (KV) 81, KV 84, KV 95 und KV 97. Die Echtheit ist jedoch nicht zweifelsfrei geklärt, u. a. weil kein Autograph vorhanden ist.
Die Sinfonie KV 84 ist in drei verschiedenen Abschriften überliefert:
- eine Wiener Abschrift, die das Werk Wolfgang Amadeus Mozart zuschreibt: oben rechts auf dem Manuskript steht „In Milano, il Carnovalo 1770“, und unten „Del Sigre Cavaliero Wolfgango Amadeo Mozart á Bologna, nel mese di Luglio 1770“. Einstein[1] vermutet daher, dass die Sinfonie im Januar oder Februar in Mailand entworfen und im Juli in Bologna in letzter Fassung vollendet worden sein könnte. Das ist insofern plausibel, als sich die Mozarts vom 23. Januar bis zum 15. März in Mailand und im Juli 1770 in Bologna aufhielten.[2][3]
- eine Berliner Abschrift, lediglich mit der Bemerkung „del Sig: re Mozart“ versehen (d. h. ohne Vornamen), diese Abschrift wurde teilweise Wolfgang, teilweise auch Leopold Mozart zugeschrieben.[2]
- eine Prager Abschrift weist das Werk Carl Ditters von Dittersdorf zu.[3]

Neal Zaslaw verweist auf eine „eingehende Stilanalyse von Jan La Rue“, die ergeben habe, dass KV 84 höchstwahrscheinlich von Wolfgang stammt. Ähnlich äußert sich auch Wolfgang Gersthofer: „Freilich bilden die vier fraglichen Werke nicht nur eine in sich recht homogene Gruppe, so dass wohl mit der Autorschaft eines einzigen Komponisten zu rechnen ist; auch lassen sich bzgl. einer Reihe von Merkmalen Ähnlichkeiten finden zum authentischen italienischen Sinfoniecorpus Mozarts (…). (…) Kurzum: von einer Echtheit aller vier D-Dur – Sinfonien KV 81, KV 84, KV 95 und KV 97 dürfte mit großer Wahrscheinlichkeit auszugehen sein.“ Trotz dieser (Experten-)Einschätzungen verbleiben Restzweifel.
In Form und Charakter entspricht das Stück dem italienischen Sinfonie- bzw. Ouvertüren-Typus: dreisätzig mit einem ersten Satz, der ohne Wiederholungen durchläuft, einem sanglichen Mittelteil und einem Finale vom „Kehraus-Typ“. Sinfonien dieser Art wurden damals häufig z. B. zu Beginn eines Konzertabends aufgeführt. Die Sätze basieren auf einer Folge von kurzen und meist je einmal wiederholten Motiven.
Volker Scherliess lobt das Werk als „ausgesprochen reizvolle, ebenso von thematischem Erfindungsgeist sprühende wie von klarem Formbau geprägte Sinfonie“, während Johannes Forner die „fast stereotype Dreiklangsthematik“ im Schlusssatz bemängelt. Die Dominanz von Dreiklangsmelodik ist jedoch für Sinfonien dieses (Ouvertüren-)Typus und des damals modernen „galant-leichten“ Stils durchaus üblich.

## Zur Musik
Besetzung: zwei Oboen, zwei Hörner in D, zwei Violinen, Viola, Cello, Kontrabass. In zeitgenössischen Orchestern war es zudem üblich, auch ohne gesonderte Notierung Fagott und Cembalo (sofern im Orchester vorhanden) zur Verstärkung der Bass-Stimme bzw. als Continuo einzusetzen.
Aufführungsdauer:  ca. 10 Minuten.
Bei den hier benutzten Begriffen in Anlehnung an die Sonatensatzform ist zu berücksichtigen, dass dieses Schema in der ersten Hälfte des 19. Jahrhunderts entworfen wurde (siehe dort) und von daher nur mit Einschränkungen auf die Sinfonie KV 84 übertragen werden kann. Die Sätze entsprechen noch mehr der zweiteiligen Form, bei der der zweite Satzteil als modifizierter Durchlauf des ersten („Exposition“) angesehen wird. – Die hier vorgenommene Beschreibung und Gliederung der Sätze ist als Vorschlag zu verstehen. Je nach Standpunkt sind auch andere Abgrenzungen und Deutungen möglich.

### Erster Satz: Allegro
D-Dur, 4/4-Takt, 135 Takte
Die Audiowiedergabe wird in deinem Browser nicht unterstützt. Du kannst die Audiodatei herunterladen.
Der Satz eröffnet als Fanfare aus dem stufenweise aufsteigenden D-Dur – Akkord im Forte des ganzen Orchesters, gefolgt von einer Piano -„Antwort“ der Violinen. Diese symmetrische Struktur aus jeweils zwei Phrasen bildet das „erste Thema“, das wiederholt wird. Die anschließende Passage bringt zwei floskelhaften Motive mit stimmführenden Violinen über Bassbegleitung aus Tonrepetition: Motiv 1 umspielt die Töne des gebrochenen D-Dur – Dreiklangs mit Triller, Motiv 2 besteht aus einer abgesetzten Figur mit „Schleifer“. Beide Motive werden wiederholt. Mit kurzer Kadenz wechselt Mozart zur Dominante A-Dur.
Nach einer Generalpause folgt das zweite Thema (Takt 28–35) mit seiner charakteristischen Vorschlagsfigur (Schleifer) auf dem Begleit–„Teppich“ der im Pizzicato spielenden übrigen Streicher. Bei der Wiederholung des Themas treten die Bläser nacheinander mit ausgehaltenen Akkorden begleitend hinzu. In Takt 36 beginnt ein weiterer Abschnitt mit Tremolo und Akkordmelodik (Wechsel von E-Dur und A-Dur), einem etwas melancholischen Motiv in der 1. Violine über absteigender Basslinie (wird eine Oktave tiefer und variiert von 2. Violine und Viola wiederholt), sowie gebrochenen Akkorden im Bass über Tremolo, die jeweils als Echo im Piano wiederholt werden.
Die Exposition endet mit ihrer charakteristischen Schlussgruppe im Pizzicato und einer einfachen, nach A-Dur führenden Kadenz aus Akkorden in Takt 62. Ohne Wiederholung der Exposition folgt unmittelbar eine kurze Überleitung (Takt 62–72), bei der über dem Orgelpunkt auf A 1. Violine und Viola parallel ein (wiederum) floskelhaftes Motiv spielen. Die Tremolopassage ab Takt 70 leitet bereits zur Reprise über. Diese entspricht fast wörtlich der Exposition, wobei jedoch der Abschnitt ab dem zweiten Thema nicht mehr auf die Dominante A-Dur, sondern auf die Tonika D-Dur bezogen ist.
Die Anlage des Satzes mit klar abgegrenzten Teilen wird von mehreren Autoren hervorgehoben.

### Zweiter Satz: Andante
A-Dur, 3/8-Takt, 79 Takte
Die Audiowiedergabe wird in deinem Browser nicht unterstützt. Du kannst die Audiodatei herunterladen.
Zu Beginn spielen die Streicher im Legato das wiegende, symmetrisch aufgebaute erste Thema, das bei der Wiederholung von den Bläsern verstärkt wird. In Takt 17 setzt unmittelbar das ebenfalls symmetrisch aufgebaute zweite Thema in der Dominanttonart E-Dur ein, bei dem die Bläser in einen kurzen Dialog mit den Streichern treten. Nach der charakteristischen Pizzicato-Passage mit Wechsel von H-Dur und E-Dur (Takt 24–28) folgt ab Takt 29 die nur von den Streichern gespielte Schlussgruppe, die den ersten Teil („Exposition“) in Takt 35 in E-Dur beendet. Eine kurze Unisono-Überleitung führt zur Wiederholung des ersten Teils („Reprise“), wobei jedoch die Harmonien ab dem zweiten Thema auf die Tonika A-Dur bezogen sind (statt vorher auf E-Dur).
Volker Scherliess hebt den sanglichen Charakter des ganzen Satzes hervor, und Neal Zaslaw spricht von einem „an Gluck erinnernden Ambiente.“

### Dritter Satz: Allegro
D-Dur, 2/4-Takt, 188 Takte
Die Audiowiedergabe wird in deinem Browser nicht unterstützt. Du kannst die Audiodatei herunterladen.
Der Satzbeginn ähnelt strukturell dem Eingangs-Allegro: ein signalartig gebrochener D-Dur – Akkord als Vordersatz, nun aber im Forte-Unisono, und ein Nachsatz der beiden Violinen im Piano. Dieser enthält bereits die im weiteren Satzverlauf dominierenden Triolen, die dem Allegro einen rasch dahinfließenden Charakter geben. Das insgesamt achttaktige Thema wird wiederholt.
In Takt 17 setzt eine Passage mit Akkordmelodik und Triolen-Tremolo in der 2. Violine und Viola ein. Ab Takt 24 werden die Triolen in Form eines Motivs mit energischen, „plappernden“ Tonwiederholungen noch stärker hervorgehoben.
Das zweite Thema in der Dominanttonart A-Dur wird nur von den Violinen und der begleitenden Viola im Piano vorgetragen. Es ist ebenfalls von Triolen durchsetzt und wird wiederholt. Der Triolenfluss setzt sich dann weiter fort: als durchgehende Tonwiederholung über einem Bassmotiv aus drei aufsteigenden Vierteln im Legato (Takt 48 ff.) und als fallende Linie ohne Bass (Takt 73 ff.) mit anschließender Kadenz nach A, die die Exposition in Takt 92 mit Akkordschlägen beendet.
Der zweite Teil besteht aus dem leicht veränderten Ablauf der Exposition. Die „Durchführung“ greift das erste Thema zunächst in A-Dur auf und rückt es dann eine Stufe aufwärts zur Tonikaparallelen h-Moll. Die Passage ab Takt 108 (analog Takt 17 ff.) wechselt von h-Moll nach G-Dur, und die „Plapper-Passage“ analog Takt 24 ff. mündet in A-Dur (statt vorher E-Dur). Der weitere Satzverlauf („Reprise“) entspricht der Exposition, jedoch sind die Harmonien nun auf die Tonika D-Dur statt vorher A-Dur bezogen. Beide Hauptteile des Satzes werden wiederholt.
Ganz am Schluss tritt nochmals der signalartige gebrochene Dreiklang vom ersten Thema auf. Das Wiederverwenden des Eröffnungsgedankens am Satzende verwendete Mozart z. B. auch im Finale der Sinfonie KV 543.